# Alexandra Mercouroff
Alexandra Mercouroff est une actrice française née le 3 septembre 1968.

## Filmographie
- 1989 : I Want to Go Home de Alain Resnais
- 2002 : Bord de mer de Julie Lopes-Curval : Lucille
- 2002 : Mon idole de Guillaume Canet : La secrétaire de Broustal
- 2004 : Narco de Tristan Aurouet et Gilles Lellouche : La mère bourgeoise
- 2005 : Cavalcade de Steve Suissa: Infirmière
- 2006 : Ne le dis à personne de Guillaume Canet : La mère de Lucille
- 2007 : Pur Week-end de Olivier Doran: Capitaine Maugrion
- 2009 : Le Siffleur de Philippe Lefebvre : Capitaine Laurence Rondeau
- 2017 : Rock'n Roll de Guillaume Canet
- 2018 : Le Doudou de Julien Hervé et Philippe Mechelen : Anne-Catherine
- 2019 : Nous finirons ensemble de Guillaume Canet : Mme Lagrange
- 2020 : L'Origine du monde de Laurent Lafitte
- 2023 : Nouveau départ de Philippe Lefebvre : Bénédicte
- 2024 : L'Enchanteur : Yvonne Baby

### Télévision
- 1996 : Le comédien (téléfilm) : Jacqueline Maillard
- 1996 : Le Rêve d'Esther (téléfilm) : La secrétaire
- 2002 : Avocats et Associés (série télévisée) : Mylène
- 2002 : Madame Sans-Gêne (téléfilm) : Pauline Bonaparte
- 2002 : Le juge est une femme (série télévisée) : Camille Tessier
- 2003 : Le Grand Patron (série télévisée) : Cathy Balester
- 2004 : La cliente (téléfilm)
- 2005 : Le Proc (série télévisée) : Elsa Joubert
- 2007 : Femmes de loi (série télévisée) : Anne Lebel
- 2008 : Sa raison d'être (téléfilm) : Gabrielle
- 2008 : La Mort dans l'île (téléfilm) : Carole Vogel
- 2008 : Paris, enquêtes criminelles (série télévisée) : Julie Brévin
- 2008 : Voici venir l'orage... (série télévisée) : Zoria
- 2008 : Scénarios contre les discriminations (série télévisée) : La responsable
- 2008 : Section de recherches (série télévisée) (Épisode 13 Saison 4) : Julia Montoux
- 2010 : Section de recherches (série télévisée) (Épisode 7 Saison 3) : La maman de Jessica
- 2010 : La Maison des Rocheville (série télévisée) : Anastasia
- 2010 : Les Bleus, premiers pas dans la police (série télévisée) : Elisabeth Defont
- 2012 : Fais pas ci, fais pas ça (série télévisée) : La secrétaire du numéro 1
- 2012 : La Nouvelle Maud (série télévisée) : Véronique Cassard
- 2013 : Clem (série télévisée) : Dr. Brunetti
- 2013 : Détectives (série télévisée) : Juliette
- 2013 : Camping Paradis (série télévisée) : Catherine Lefèvre
- 2014 : Le Général du Roi : la mère de Constance
- 2016 : Munch de Gabriel Julien-Laferrière : Martine Lefort
- 2016 : Meurtres sur le Lac Léman de Jean-Marc Rudnicki : Katia Zulawski
- 2021 : Sam (saison 5) : Delphine Calligari
- 2022 : Les Pennac de Chris Nahon : Cécile Sidron
- 2023 : Camping Paradis : Annie (saison 14, épisode 2 : Voyance au Paradis)
- 2025 : Le négociateur : Barbara  (saison 2, épisode 2 : "Au nom du fils")